# Хаяси, Саки
Саки Хаяси (яп. 林咲希 Хаяси Саки) (род. 16 марта 1995, Итосима, Фукуока, Япония) — японская баскетболистка, играющая на позиции Атакующий защитник в сборной Японии и в турнире WJBL за команду Энеос Санфлауэрс крупнейшей нефтегазовой корпорации Eneos Holdings.

## Биография
Саки ходила в среднюю школу для девочек Сейка. После окончания школы поступила в университет Хакуо. Во время учёбы участвовала в Японском чемпионате университетов по баскетболу и с командой занимала призовые места, а также становилась лучшим игроком турнира (MVP).

## Карьера

### Профессиональная карьера
В 2017 году пришла в команду японской женской лиги JX-Eneos Подсолнухи.

### Сборная Японии по баскетболу
В 2015 году приняла участие со сборной университетов Японии в студенческо — молодёжном спортивном соревновании Летняя Универсиада 2015 заняв 4 место.
- На Универсиаде 2017 года Саки Хаяси играла во всех шести играх и сборная университетов Японии завоевала первую серебряную медаль Японии за 50 лет. В турнире она набирала в среднем 13,5 очков за игру. В решающем матче против России в полуфинале турнира набрала 22 очка, забив в 6 (шесть) 3-очковых. А финальном матче против Австралии забила 16 очков.
- Бронзовый призёр Азиатских игры в Джакарте 2018. В матче за третье место забросила 17 очков в корзину сборной Тайваня.
- Победитель чемпионата Азии 2019, 2021
- Серебряный олимпийский призёр игр 2020 года в Токио в среднем 25 минут за игру, забивала 11,3 очка и 1,3 подбора за игру[2].